# 格洛列塔 (新墨西哥州)
格洛列塔（英語：Glorieta）是位於美國新墨西哥州聖菲縣的普查規定居民點。

## 人口
根據2020年美國人口普查的數據，格洛列塔的面積為19.81平方千米，皆為陸地。當地共有人口511人，而人口密度為每平方千米25.8人。